# 湖仔內交流道
湖仔內交流道位於臺灣雲林縣臺西鄉和豐村、東勢鄉四美村，為臺灣台61線指標224公里處的交流道，於2003年1月30日通車。通車時，交流道型式為直接式（臨時通車起點）；2013年10月21日改建為分離式簡易鑽石型，可聯絡台17線。
|  | 224 湖仔內 |  | 湖仔內 |

## 外部連結
- 台61線湖仔內交流道示意圖 （页面存档备份，存于）（交通部公路總局）